# Schloss Mimi

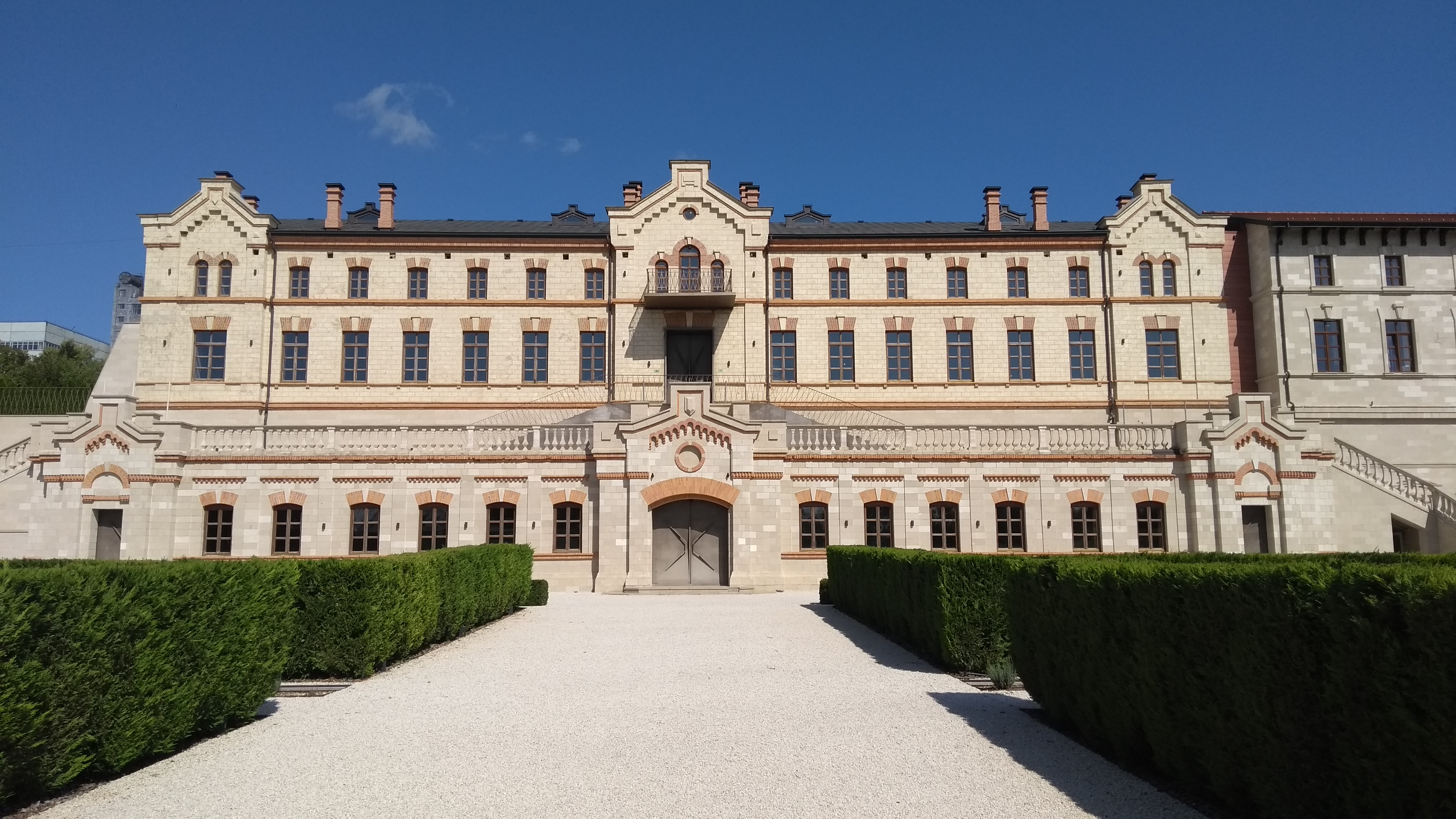
Castel Mimi

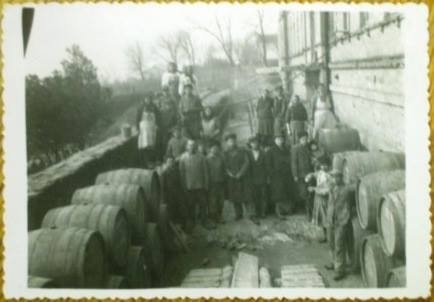
Weinfässer vor dem Herrenhaus – Nutzung als Weingut zu Beginn des 20. Jahrhunderts

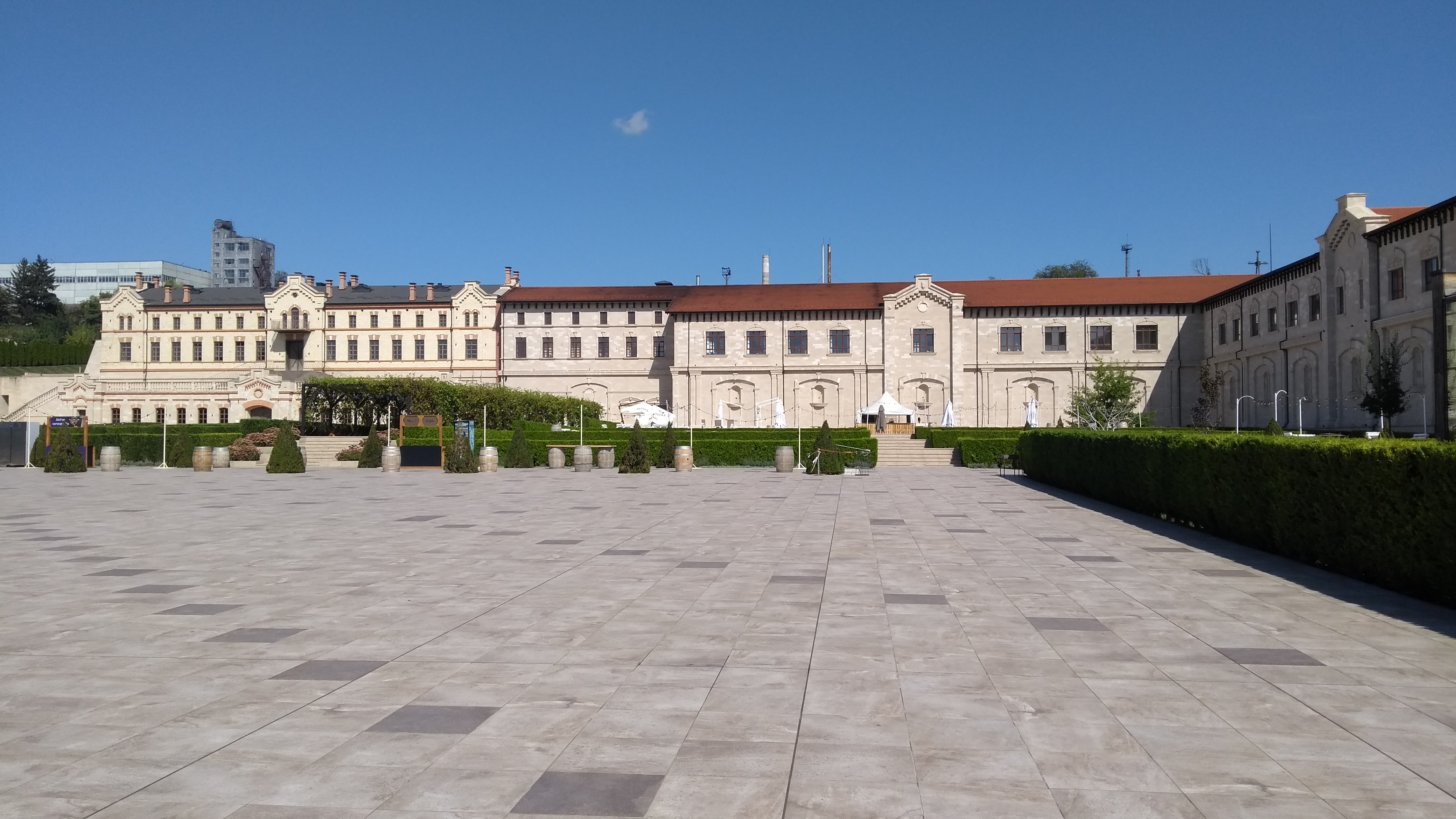
Gesamtansicht der Schlossfassade nach der Sanierung (2021)

Logo

Das Schloss Mimi (rumänisch Castelul Mimi) ist ein neuzeitliches Schloss und Architekturdenkmal von nationaler Bedeutung, das am Ende des 19. Jahrhunderts erbaut wurde und in der Ortschaft Bulboaca im Kreis Anenii Noi in der Republik Moldau steht.
Es ist ein Herrenhaus mit langem L-förmigen Gebäudeensemble, das als Weingut der Familie Mimi bzw. Weinfabrik der Familie Mimi konzipiert war. Es ist nicht zu verwechseln mit dem kleineren Herrenhaus der Familie Mimi, das als sanierungswürdiges Kulturdenkmal (architektonisches Denkmal von nationaler Bedeutung) im gleichen Ort steht.

## Geschichte
Der Aufbau des Schlosses, der im Auftrag des bessarabischen Staatsmannes und späteren Diplomaten und Weinbauers Constantin Mimi auf dem Land seiner Familie veranlasst worden war, wurde 1900/1901  (nach anderen Angaben schon 1893) abgeschlossen. Seine architektonische Gestaltung ist von französischen Vorbildern inspiriert worden und weist Formen des Klassizismus und Historismus auf. Dies ist darauf zurückzuführen, dass Mimi, ein engagierter Winzer und Weinbauer und der Gründer eines der berühmtesten Weingüter Bessarabiens, Weinanbau und Weinbereitung in Montpellier studiert hat. Dieses Schloss wird für das erste wahre Chateau Bessarabiens gehalten. Da das Herrenhaus aus Stahlbeton (eine Neuheit damals) mit zwei Stockwerken gebaut wurde, wurde es als ein modernes Gebäude erachtet, nicht nur im Kreis Bender, sondern im ganzen Gouvernement. Der Keller hatte eine Kapazität, um etwa 300.000 Liter Wein in Fässern aufzubewahren.
2011 begann die Renovierung des Schlosses, das eine Touristenattraktion werden sollte. Mit dem Wiederaufbau bekam es zu Ehren seines Gründers den Namen „Castel Mimi“. Die Vollendung der Renovierungsarbeiten erfolgte im September 2016.
Am 1. Juni 2023 fand im Schloss der zweite Gipfel der Europäischen Politischen Gemeinschaft statt, zu dem die Staats- und Regierungschefs von 47 europäischen Ländern und die Spitzen der EU-Institutionen eingeladen waren.

## Touristenkomplex Castel Mimi
Mit der Renovierung des Touristenkomplexes Castel Mimi wurde außerdem fertiggestellt: ein Museum, eine Kunstgalerie für junge Künstler, ein Konferenzsaal, ein Hotel, ein Spa, ein Restaurant, einige Ateliers sowohl von Volkskunst als auch von Kochkunst, sowie mehrere Festsäle: Im Schloss sind vier große Säle für 100 bis 120 Gäste, zwei Weinprobesäle und sechs Räume im Keller eingerichtet.

## Bildergalerie

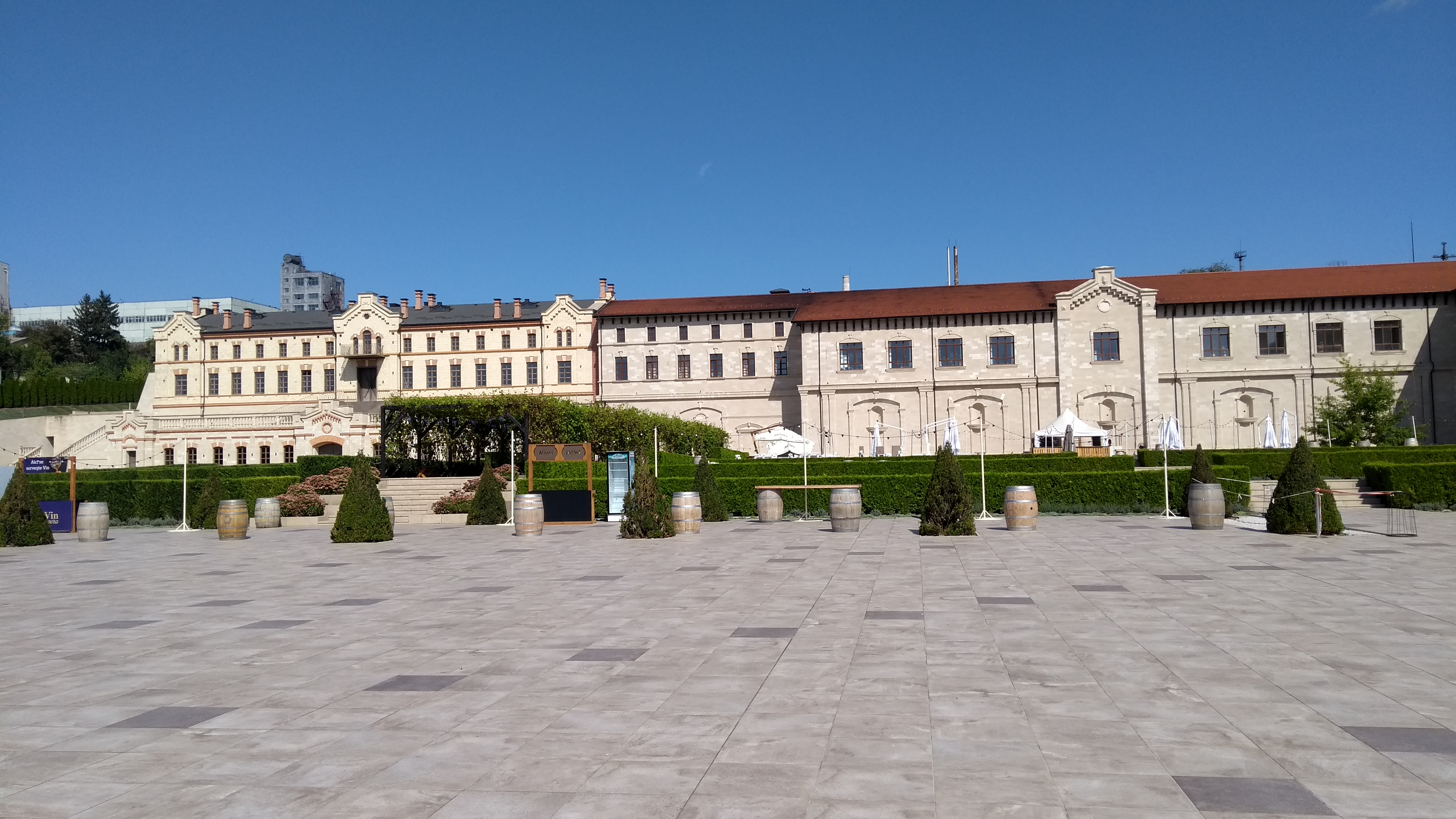
Gesamtansicht
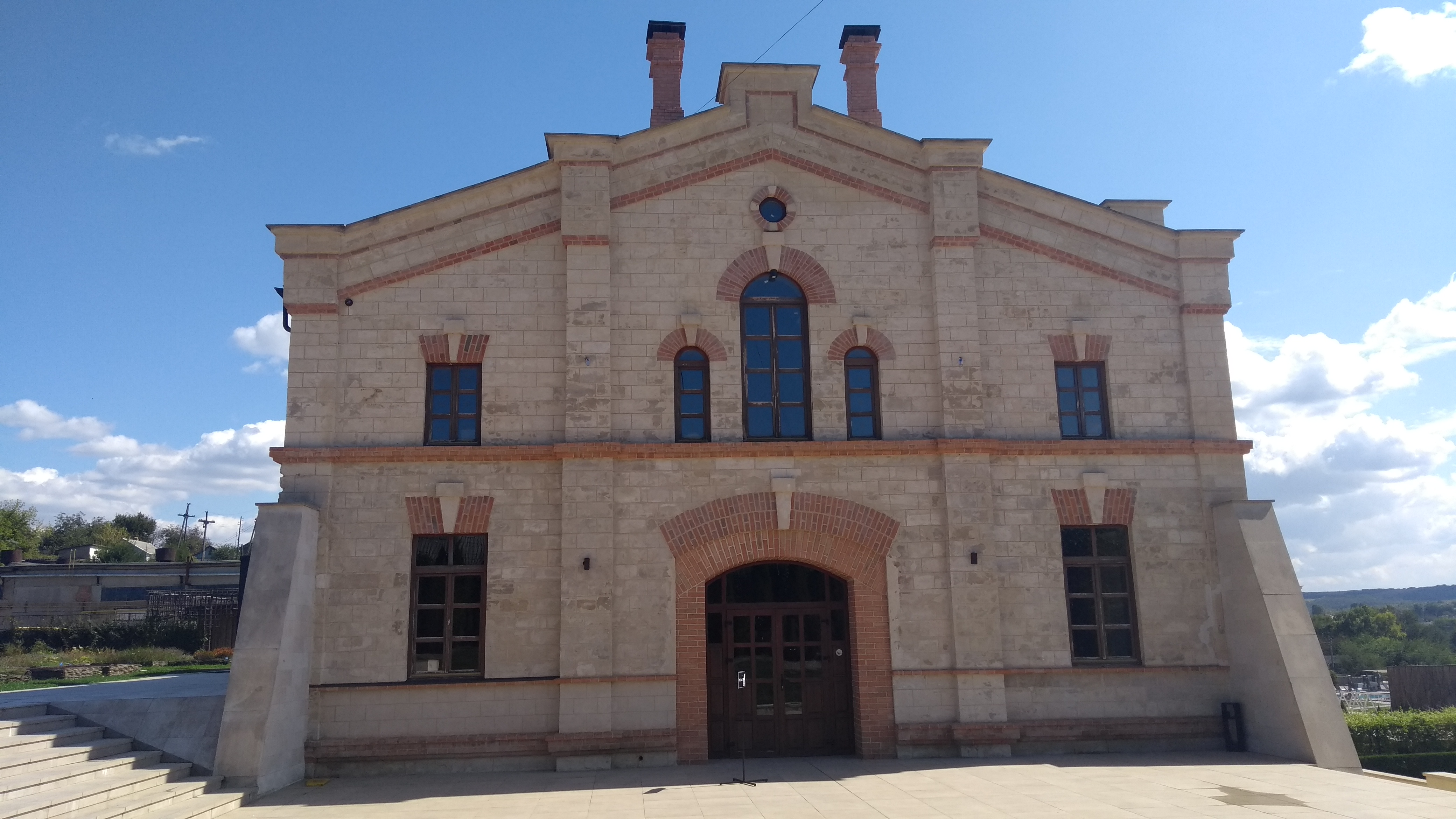
Seitenansicht
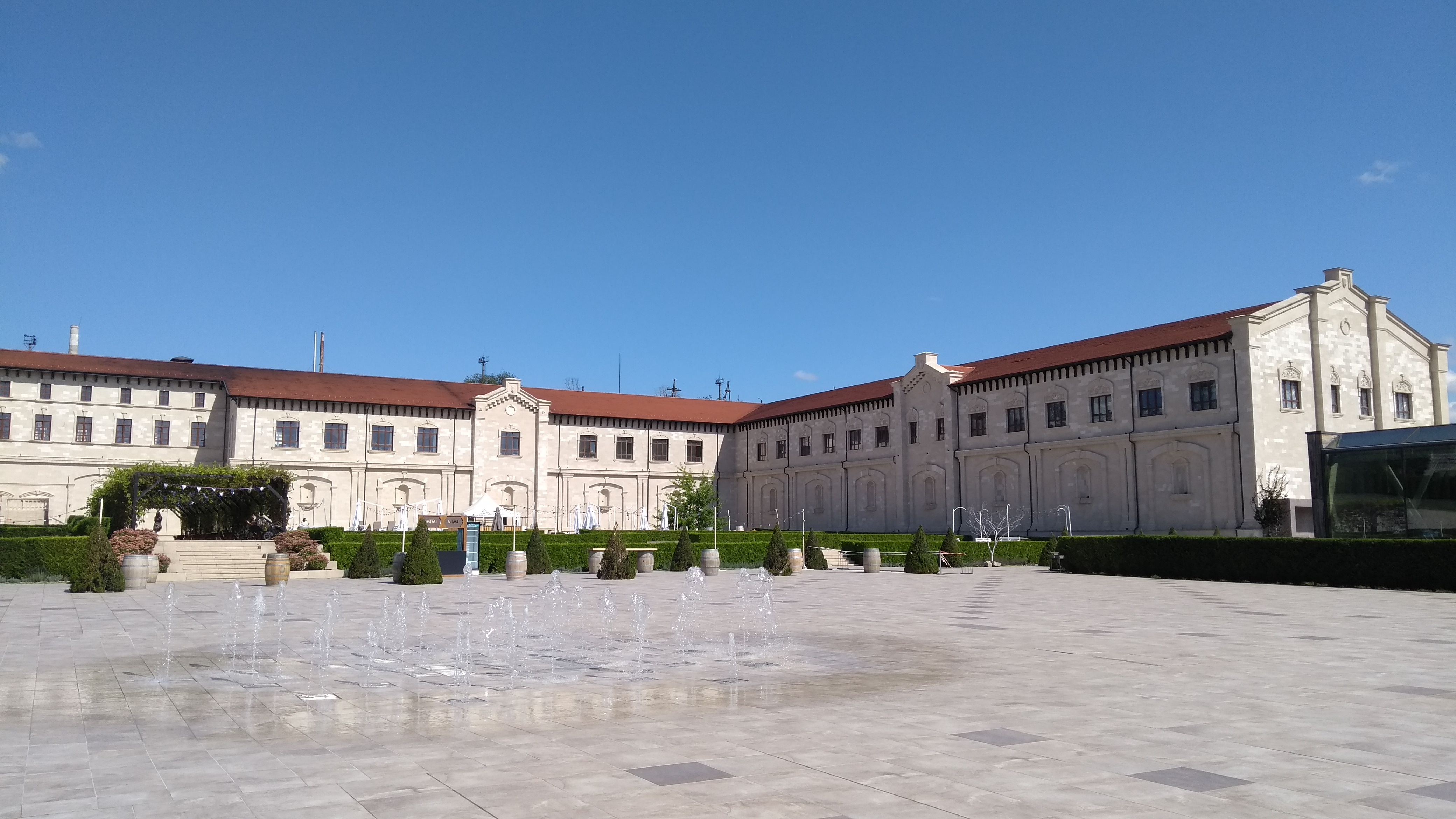
Winzerei
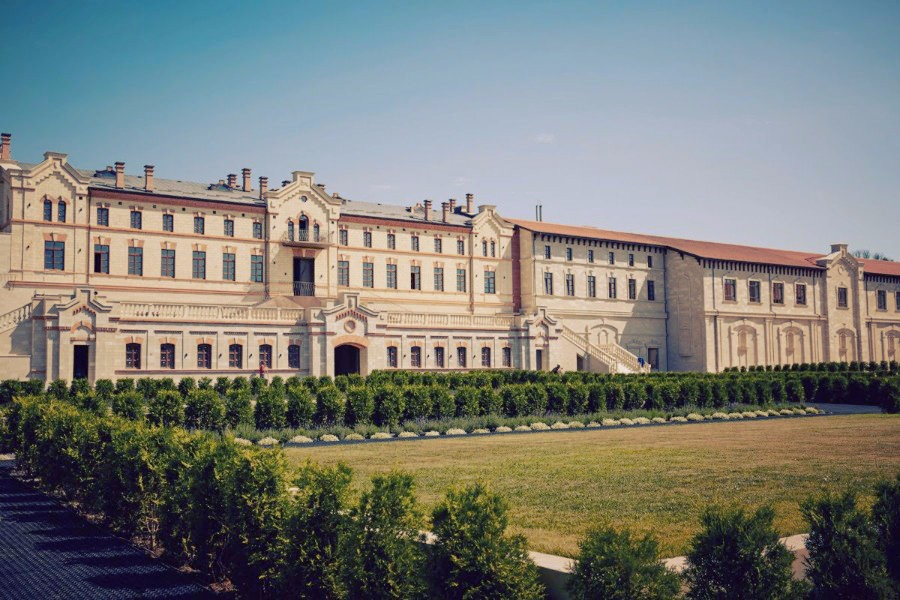
Castel Mimi in 2017